# Национална арена „Тоше Проески“
Национална арена „Тоше Проески“ (на македонска литературна норма: Национална арена „Тоше Проески“) е мултифункционален стадион в Скопие, Република Северна Македония. Стадионът се използва предимно за футболни мачове, но на него, също се организират музикални концерти и други събития. „Тоше Проески“ е домашният стадион на скопските футболни клубове „Вардар“ и „Работнички“, които се състезават в Първа македонска футболна лига. Освен мачовете от вътрешното първенство на стадиона домакинските си мачове играе и Националния отбор по футбол на Република Северна Македония. Капацитетът на стадиона е 32 580 души.

## Име
Преди 2009 г., когато е преименуван на Национална арена „Филип II Македонски“, стадиона носи името „Градски стадион Скопие“ (на македонска литературна норма: Градски стадион Скопје). През 2019 година е преименуван на Национална арена „Тоше Проески“ на името на известния певец Тоше Проески (1981 – 2007).

## Реконструкция и разширяване
Проектът за южната трибуна е представен през 1977 г. от архитектите Драган Кръстев и Тодорка Мавкова от македонската фирма „Бетон“. Строежът на стадиона в сегашния му вид започва през 1978 г. с изграждането на южната трибуна, която е завършена за две години. Реконструкцията и разширяването започва след почти 30-годишно закъснение през януари 2008 г. Новата северна трибуна е завършена през 2009 г. и стадиона е открит на 2 август за Националния празник „Денят на Републиката“. Десет дни по-късно Националния отбор на Република Северна Македония играе приятелски мач на стадиона срещу световния шампион Испания. Мачът е част от честването на „100 години футбол в Република Македония“. Реконструкцията на южната трибуна започва през месец юни 2009 г. и е завършена през юли 2010 г. за мача между „Ливърпул“ и „Работнички“. Скоро след това започва и изграждането на новите западна и източна трибуни. До средата на месец юли 2012 г. по-голямата част от стадиона е завършен с изграждането на нов тревен терен и писти за лека атлетика. На 25 юли ФК „Вардар“ играе футболен мач срещу ФК „БАТЕ Борисов“ от втория квалификационен кръг на Шампионска лига на новооткрития стадион.

### Цена
От 2008 г. в реконструкцията на стадиона са инвестирани около 2 млрд. македонски денара или 32 млн. евро. През втората фаза от реконструкцията започнала през ноември 2011 г. е направена подмяна на терена и пистите. Пистите за лека атлетика от шест стават осем и са покрити с тартанова настилка. Инвестицията за втората фаза възлиза на 3,5 млн. евро. През 2013 се планира да бъде завършена новата осветена външна фасада на стадиона. Общата стойност на инвестицията за всички ремонтни дейности по стадиона в периода 2008 – 2013 г. възлизат на около 60 млн. евро.

## Галерия
- Градския стадион в Скопие, преди разширението
- Национална арена „Тоше Проески“ в строеж
- Фасадата на стадиона